# Stadio Serravalle B
Il campo sportivo Serravalle "B" è il secondo stadio del castello di Serravalle, situato nei pressi del più grande San Marino Stadium.
L'impianto sportivo viene utilizzato per le partite del Campionato di calcio sammarinese.
Il campo è lungo 106 metri e largo 60 ed è dotato di illuminazione artificiale per le partite in notturna.